# Škaljari
Škaljari är en ort i Montenegro. Den ligger i den sydvästra delen av landet, 40 km väster om huvudstaden Podgorica. Škaljari ligger 17 meter över havet och antalet invånare är 543.
Terrängen runt Škaljari är kuperad söderut, men norrut är den bergig. Škaljari ligger nere i en dal. Runt Škaljari är det ganska glesbefolkat, med 48 invånare per kvadratkilometer. Närmaste större samhälle är Herceg Novi, 19,1 km väster om Škaljari. Omgivningarna runt Škaljari är en mosaik av jordbruksmark och naturlig växtlighet.